# حامد الباهلي
حامد معيدي الحيال الحلفي الباهلي عالم نووي عراقي ولد في مدينة العمارة مركز محافظة ميسان عام 1946  وتحديداً في محلة تسمى الصابونجية اكمل دراسته الابتدائية في مدرسة الملك فيصل الثاني في العام 1952 من بعدها انتقل إلى المرحلة المتوسطة في حي العواشة وبعدها الاعدادية في الماجدية، تم اعتقاله في العام 1956 بعد ان شارك في إحدى المظاهرات وتم اتهامه بالانتماء للشيوعية، بعد ان اتم الدراسة الثانوية بتفوق أُبتعث الباهلي إلى رومانيا لدراسة الفيزياء الفلكية الا انه فَضَلَ ان يذهب إلى موسكو لدراسة الفيزياء النووية وحصل على الدبلوم العالي الذهبي فيه من معهد موسكو للطاقة في العام 1966 وعاد إلى العراق وفيه اكمل دورة ضباط الاحتياط في العام 1967 ولم يمنح رتبة ملازم ثاني لكونه متزوج من روسية ولكونه متهم بالشيوعية ولانه خريج الاتحاد السوفيتي وليس خريج من الكليات العراقية، عمل في 1968 بعد ان توسط له المفكر العراقي حسن العلوي في هيئة الطاقة الذرية العراقية سافر مرة ثانية على نفقة هيئة الطاقة الذرية لدراسة الدكتوراه وحصل عليها في اختصاص هندسة القوى، شغل الباهلي عدة مواقع في هيئة الطاقة الذرية العراقية فقد كان المشرف على تشغيل المفاعل النووي العراقي (17تموز) وأحد أعضاء اللجنة المشرفة والمشغلة للمفاعلات العراقية (تموز1 - تموز2) التي كان يترأسها العالم المصري يحيى المشد ، هذه المفاعلات التي كانت فرنسا تقوم بأنشائها لصالح العراق في ثمانينيات القرن العشرين تم قصفها وتدميرها من قبل جيش الدفاع الاسرائيلي في العام 1981 وسميت الـعملية اوبرا في حينها، يشغل حامد الباهلي الآن منصب مستشار رئيس الوزراء لشؤون الطاقة النووية.